# Tragèdia d'Armero

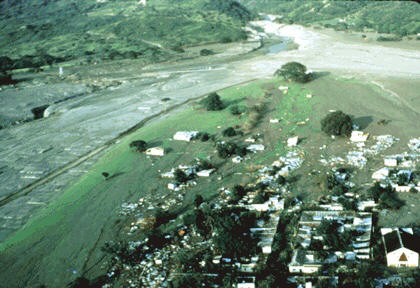
Diversos lahares cobriren Armero. Hi moriren més de 20.000 persones.

La tragèdia d'Armero fou un desastre natural fruit de l'erupció del volcà Nevado del Ruiz el dia de dimecres 13 de novembre de 1985, afectà els departaments de Caldas i Tolima, a Colòmbia. Després de seixanta-nou anys d'inactivitat, l'erupció sorprengué les viles properes, tot i que el Govern havia rebut advertències per part de diversos organismes vulcanològics des de l'aparició dels primers indicis d'activitat volcànica el setembre de 1985.
Els fluxos piroclàstics emesos pel cràter del volcà fongueren prop del 10% de la glacera de la muntanya, enviant quatre lahars (fluxos de fang, terra i runes fruit de l'activitat volcànica) que baixaren pels vessants del Nevado a 60 km/h. Els lahars augmentaren llur velocitat als barrancs i s'encaminaren envers els llits dels sis rius que neixen al volcà. La població d'Armero, situada a menys de 50 km del volcà, fou colpejada per aquests lahars, i moriren prop de 20.000 persones (d'una població de 29.000). Les víctimes en altres pobles, particularment als municipis de Chinchiná i Villamaría, augmentaren la xifra total de morts a 23.000.
Els esforços de rescat foren obstaculitzats pel fang, que feia gairebé impossible moure's sense quedar-hi atrapat. Quan els rescatistes arribaren a Armero, dotze hores després de l'erupció, moltes de les víctimes amb ferides greus ja havien mort. Els treballadors de rescat quedaren horroritzats en observar el panorama de desolació deixat després de l'erupció, amb arbres caiguts, restes humanes incognoscibles i runes d'edificis.
Aquesta fou la segona erupció volcànica més mortífera del segle xx, superada només per l'erupció del mont Pelée el 1902 a l'illa de Martinica, i el quart esdeveniment volcànic més mortífer des del 1500. Fou una catàstrofe previsible, exacerbada pel desconeixement de la violenta història del volcà, car geòlegs i d'altres experts havien advertit les autoritats i els mitjans de comunicació sobre el perill durant les setmanes i dies previs a la tragèdia. Es prepararen mapes de risc per a les voltants però foren escassament difosos. El dia de l'erupció es dugueren a terme diversos intents d'evacuació, però a causa d'una tempesta les comunicacions es veieren restringides. Moltes de les víctimes es quedaren a casa, tal com se'ls havia ordenat, creient que l'erupció ja havia acabat. El soroll de la tempesta pogué haver impedit que molts escoltessin el so provinent del volcà.
El Nevado del Ruiz ha fet erupció en diverses ocasions des del desastre i continua sent una amenaça per a les més de 500.000 persones que viuen al llarg dels valls dels rius Combeima, Chinchiná, Coello-Toche i Gualí. Un lahar semblant en mida al de 1985 pogué ser iniciat per una erupció relativament petita i podria viatjar fins a cent quilòmetres des del volcà. Una erupció prou gran podria afectar fins i tot a Bogotà, la capital del país. Per combatre aquesta amenaça, el Govern colombià creà la Direcció de Prevenció i Atenció de Desastres, un ens especialitzat encarregat de conscienciar la població sobre les amenaces naturals. El Servei Geològic dels Estats Units creà també el Programa d'Assistència en Desastres Volcànics i l'Equip d'Assistència en Crisis Volcàniques, els quals evacuaren prop de 75.000 persones de l'àrea propera al mont Pinatubo abans de l'erupció del 1991. A més a més, moltes ciutats de Colòmbia compten amb programes propis per crear consciència davant els desastres naturals. Els residents prop del Nevado del Ruiz són especialment cautelosos davant l'activitat volcànica, quan es presentà una nova erupció el 1989, més de 2.300 persones que vivien prop del volcà foren immediatament evacuades.

## Antecedents
Armero, a 48 km del Nevado del Ruiz i a 169 km de Bogotà, era la tercera població més gran del departament de Tolima, després d'Ibagué i El Espinal. Era un important centre agrícola abans de l'erupció, produïa prop d'una cinquena part de l'arròs de Colòmbia, a més de cotó, melca i cafè. Gran part d'aquest èxit es pot atribuir al volcà, atès que el fèrtil sòl volcànic havia estimulat el creixement agrícola. Construït sobre un ventall al·luvial que ja havia presenciat altres lahars, el poble havia estat destruït prèviament per una erupció el 1595 i per fluxos de fang el 1845. A l'erupció de 1595, tres erupcions plinianes diferents produïren lahars que mataren 636 persones. Durant els fets de 1845, 1.000 persones hi moriren prop del riu Magdalena per fluxos de fang produïts per terratrèmols.
El Nevado del Ruiz ha experimentat tres períodes eruptius diferents, el primer ocorregut fa 1,8 milions d'anys. Durant el període actual (que començà fa 11.000 anys) ha entrat en erupció almenys dotze vegades, produint caiguda de cendres, fluxos pricoclàstics i lahars. Les erupcions històriques registrades generalment involucren una erupció de la xemeneia central seguida d'una erupció explosiva, i després se'n formen els lahars. L'erupció més antiga identificada al Ruiz durant l'Holocè ocorregué prop de l'any 6660 aC i hi hagué més erupcions als anys 1245 aC, 850 aC, 200 aC, 350, 675, 1350, 1541 (possible), 1570, 1595, 1623, 1805, 1826, 1828 (possible), 1829, 1831, 1833 (possible), 1845, 1916, del desembre de 1984 al març de 1985, del 1987 al juliol del 1991, i possiblement l'abril del 1994. Moltes d'aquestes erupcions presentaren una erupció de la xemeneia central, una de les xemeneies laterals i una explosió freàtica. El Nevado del Ruiz és el segon volcà més actiu de Colòmbia, superat només pel Galeras.

## Erupció de 1985

### Precedents

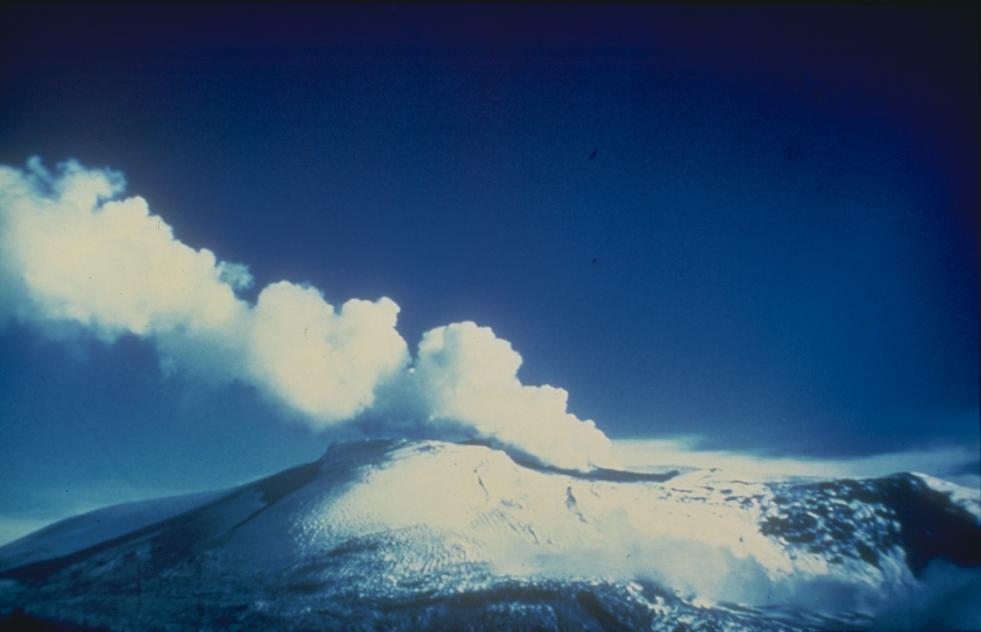
El Nevado del Ruiz emanant vapors. Aquesta fotografia fou presa el setembre de 1985, només dos mesos abans de la tragèdia.

A finals del 1984 els geòlegs notaren que l'activitat sísmica a l'àrea havia començat a augmentar. L'aparició de fumaroles, la deposició de sofre a la cimera del volcà i algunes erupcions freàtiques alertaren els geòlegs sobre la possibilitat d'una erupció. Els esdeveniments freàtics, produïts en trobar-se magma ascendent amb aigua, continuaren fins a setembre de 1985, disparant rajos alts de vapor a l'aire. L'activitat començà a declinar a l'octubre, probablement perquè el nou magma havia finalitzat el seu ascens dins de l'estructura volcànica.
Una missió vulcanològica italiana analitzà mostres de gasos de les fumaroles i del terreny al voltant del cràter Arenas, i hi trobà que eren una mescla de diòxid de carboni i diòxid de sofre, indicant un alliberament directe de magma a la superfície. Els científics publicaren, el 22 d'octubre de 1985, un informe per a les autoritats en què determinaven que el risc de lahars era inusualment alt. Per preparar-se davant l'erupció, l'informe suggeria diverses tàctiques simples de preparació a les autoritats locals. Un altre equip lliurà a les autoritats locals sismògrafs, però sense donar-los instruccions de com fer-los funcionar.
L'activitat volcànica s'incrementà de nou el novembre de 1985 quan el magma s'apropava a la superfície. Quantitats creixents de gasos rics en sofre i diòxid de sofre començaren a aparèixer al volcà. El contingut d'aigua dels gasos expulsats per les fumaroles decresqué, i les deus prop del volcà es tornaren riques en magnesi, calci i potassi, fruit de filtracions de magma. Les temperatures d'equilibri termodinàmic, corresponents a la composició química dels gasos expesos, oscil·laven entre 200 °C i 600 °C, mesures de temperatura a les quals els gasos s'equilibraren dins del volcà. L'extensiva desgasificació del magma produí una altíssima pressió dins el volcà, just a l'espai ubicat damunt el magma, la qual cosa finalment dugué a una erupció explosiva.

### Preparació i intents d'evacuació
El setembre del 1985, quan els terratrèmols i les erupcions freàtiques sacsejaven la zona, les autoritats locals començaren a planejar una evacuació. A l'octubre s'acabà un mapa de risc per a l'àrea al voltant del volcà, mapa que remarcava el perill que representava la caiguda de materials com cendra i roques a Murillo, Santa Isabel i Líbano, així com el risc de lahars a Mariquita, Guayabal, Chinchiná i Armero. Tanmateix, el mapa tingué una escassa distribució entre les persones ubicades a la zona de risc i molts supervivents mai saberen que existia tal mapa, tot i que diversos diaris importants del país el publicaren. Henry Villegas, del Servei Geològic Colombià, declarà que els mapes de risc mostraven clarament que Armero resultaria afectat pels lahars, però que el mapa es «trobà amb una forta oposició d'interessos econòmics». Afegí que el mapa no pogué ser reproduït ni distribuït massivament a causa del poc temps que hi hagué entre la seva elaboració i l'erupció del volcà.

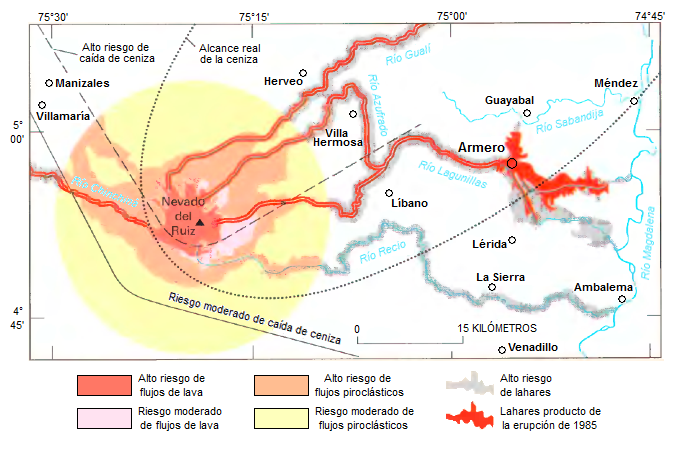
Les zones més afectades per l'erupció del Nevado del Ruiz. El mapa mostra el recorregut que seguí el lahar des del volcà fins a Armero.

Almenys un dels mapes de risc publicats al diari de gran circulació, El Espectador, incloïa errors flagrants. Sense una escala apropiada, era poc clar sobre com eren de grans realment les zones de risc, els lahars al mapa no tenien un final definit i el risc més gran semblava provenir dels fluxos prioclàstics, no dels corrents de fang. Tot i que el mapa era de color blau, verd, vermell i groc, no contenia cap llegenda sobre què representava cada color, i Armero estava a la zona verda (la qual cosa feia pensar que era la zona més segura). Un altre mapa publicat per El Tiempo presentava il·lustracions que «donaven una percepció de topografia a un públic no familiaritzat amb els mapes, permetent-los relacionar les zones de risc amb el paisatge». Malgrat aquest disseny pensat per als lectors, el mapa acabà més com una mera representació artística que no pas com una de científica.
El dia de l'erupció sortiren columnes de cendres fosques del volcà cap a les 15.00 h (hora colombiana). El director local de la Defensa Civil Colombiana, qui fou ràpidament informat de la situació, contactà amb Ingeominas, organisme que determinà que l'àrea havia de ser evacuada; a continuació se li digué que havia de contactar els directors de Defensa Civil a Tolima i Bogotà. Entre les 17.00 i les 19.00 la cendra deixà de caure i les autoritats locals instruïren les persones perquè «mantinguessin la calma» i tornessin a casa. Cap a les 17.00 h fou convocada una reunió del comitè d'emergència, i quan acabà, diversos membres contactaren amb la Creu Roja regional per acordar detalls sobre els esforços d'una possible evacuació a Armero, Mariquita i Honda. La Creu Roja d'Ibagué contactà amb les autoritats d'Armero i ordenà una evacuació que no fou duta a terme a causa de problemes elèctrics causats per una tempesta. La forta pluja i els raigs fruit de la tempesta pogueren amagar el soroll del volcà, i sense cap esforç sistemàtic d'alerta, els residents d'Armero no eren conscients de l'activitat que es desenvolupava al Nevado del Ruiz. A les 21.45, després que el volcà fes erupció, els funcionaris de Defensa Civil d'Ibagué i Murillo tractaren d'advertir les autoritats d'Armero, però no hi pogueren contactar. Després, aconseguiren escoltar converses entre alguns dirigents d'Armero i altres persones, en la més famosa d'aquestes converses s'escolta l'alcalde d'Armero parlant a través d'una ràdio casolana, dient que «ell no creu que allà hi hagués gaire perill», tot i que finalment fou arrossegat pel lahar.

### L'erupció
A les 21.09 del 13 de novembre de 1985, el Nevado del Ruiz expulsà tefra dacítica a més de 30 km d'alçada a l'atmosfera. La massa total de material expulsat (magma inclòs) fou de 35 milions de tones, només un 3% del total expulsat pel mont Saint Helens el 1980. L'erupció arribà a un 3 a l'índex d'explosibilitat volcànica. La massa de diòxid de sofre expulsada a l'erupció fou d'aproximadament 700.000 tones, el 2% del total de material sòlid.
L'erupció produí fluxos piroclàstics que fongueren la neu i la glacera de la cimera del volcà, generant quatre lahars que baixaren pels valls dels rius pels vessants del volcà.
Els lahars, formats d'aigua, gel, pumicita i altres roques, incorporaren argila en erosionar el terreny pel qual passaven mentre baixaven pels vessants del volcà a una velocitat de 60 km/h, desprenent roques i destruint la vegetació. Després de baixar milers de metres pels vessants, els lahars es dirigiren envers les valls dels sis rius que neixen al volcà, on augmentaren quatre vegades el seu volum original. Al riu Gualí, un lahar arribà a una amplada de 50 metres.